# Liste der Universitäten in Washington
Liste von Universitäten und Colleges im US-Bundesstaat Washington:

## Staatliche Hochschulen
- Central Washington University
- Eastern Washington University
- The Evergreen State College
- University of Washington
- Washington State University
- Western Washington University

## Private Hochschulen
- Antioch University Seattle
- Argosy University/Seattle
- Art Institute of Seattle
- Bastyr University
- City University
- Cornish College of the Arts
- DeVry University
- DigiPen Institute of Technology
- Gonzaga University
- Henry Cogswell College
- Heritage College
- Northwest University
- Pacific Lutheran University
- St. Martin’s University
- School of Visual Concepts
- Seattle Bible College
- Seattle Pacific University
- Seattle University
- Trinity Lutheran College
- University of Puget Sound
- Walla Walla College
- Whitman College
- Whitworth College